# Андски белоухи опосум
Андски белоухи опосум (лат. Didelphis pernigra) је врста сисара торбара, која настањује део планинског венца Анди између Венецуеле и Боливије.
Од 1993. до 2002. андски белоухи опосум и гвајански белоухи опосум (D. imperfecta) сматрани су подврстама белоухог опосума (D. albiventris).